# Kvalifikace na Mistrovství světa ve fotbale 2014 (CAF) – předkolo
V předkole se 24 nejníže nasazených týmů utkalo v listopadu 2011 o postup do první fáze.

## Nasazení
Los se uskutečnil 30. července 2011 v Riu de Janeiro. Proti každému týmu z koše A byl nalosován tým z koše B.
| Koš A                                                     | Koš A                                          | Koš B                                                       | Koš B                                                                      |
| --------------------------------------------------------- | ---------------------------------------------- | ----------------------------------------------------------- | -------------------------------------------------------------------------- |
| Mosambik DR Kongo Togo Libérie Tanzanie Konžská republika | Keňa Rwanda Etiopie Namibie Burundi Madagaskar | Guinea-Bissau Rovníková Guinea Čad Svazijsko Komory Lesotho | Eritrea Somálsko Džibutsko Mauricius Seychely Svatý Tomáš a Princův ostrov |

## Zápasy
| 11. listopadu 2011 17:00 UTC+4 |        |                                   |                                      |
| Seychely                       | 0 – 3  | Keňa                              | Stade Linité, Victoria diváci: 2 000 |
|                                | Report | Ochieng 41' Kimani 75' Oliech 81' | Stade Linité, Victoria diváci: 2 000 |

| 15. listopadu 2011 16:00 UTC+3                  |        |          |                                               |
| Keňa                                            | 4 – 0  | Seychely | Nyayo National Stadium, Nairobi diváci: 5 000 |
| Mandela 20' Oliech 36' Mulama 45+1' Wanyama 75' | Report |          | Nyayo National Stadium, Nairobi diváci: 5 000 |

 Keňa zvítězila celkovým skóre 7:0 a postoupila do první fáze.
| 11. listopadu 2011 16:00 UTC±0 |        |           |                                            |
| Guinea-Bissau                  | 1 – 1  | Togo      | Estádio Lino Correia, Bissau diváci: 3 000 |
| de Carvalho 37' (pen.)         | Report | Gakpé 32' | Estádio Lino Correia, Bissau diváci: 3 000 |

| 15. listopadu 2011 15:30 UTC±0 |        |               |                                     |
| Togo                           | 1 – 0  | Guinea-Bissau | Stade de Kégué, Lomé diváci: 25 000 |
| Gakpé 2'                       | Report |               | Stade de Kégué, Lomé diváci: 25 000 |

 Togo zvítězilo celkovým skóre 2:1 a postoupilo do první fáze.
| 11. listopadu 2011 15:00 UTC+3 |        |                                        |                                              |
| Džibutsko                      | 0 – 4  | Namibie                                | Stade National Gouled, Džibuti diváci: 3 000 |
|                                | Report | Bester 15', 69' Kaimbi 50' Urikhob 84' | Stade National Gouled, Džibuti diváci: 3 000 |

| 15. listopadu 2011 20:00 UTC+2          |        |           |                                            |
| Namibie                                 | 4 – 0  | Džibutsko | Sam Nujoma Stadium, Windhoek diváci: 2 145 |
| Isaacks 17' Kaimbi 34', 60' Urikhob 83' | Report |           | Sam Nujoma Stadium, Windhoek diváci: 2 145 |

 Namibie zvítězila celkovým skóre 8:0 a postoupila do první fáze.
| 11. listopadu 2011 |       |         |  |
| Mauricius          | kont. | Libérie |  |
|                    |       |         |  |

| 15. listopadu 2011 |       |           |  |
| Libérie            | kont. | Mauricius |  |
|                    |       |           |  |

 Mauricius se na poslední chvíli vzdal účasti, a tak  Libérie postoupila do první fáze bez boje.
| 11. listopadu 2011 15:00 UTC+3 |        |                 |                                                      |
| Komory                         | 0 – 1  | Mosambik        | Stade Said Mohamed Cheikh, Mitsamiouli diváci: 3 000 |
|                                | Report | Miro 56' (pen.) | Stade Said Mohamed Cheikh, Mitsamiouli diváci: 3 000 |

| 15. listopadu 2011 19:00 UTC+2                 |        |              |                                           |
| Mosambik                                       | 4 – 1  | Komory       | Estádio do Zimpeto, Maputo diváci: 10 000 |
| Domingues 27' Sitoe 45' Whiskey 57' Clésio 85' | Report | Youssouf 73' | Estádio do Zimpeto, Maputo diváci: 10 000 |

 Mosambik zvítězil celkovým skóre 5:1 a postoupil do první fáze.
| 11. listopadu 2011 16:00 UTC+1 |        |            |                                                |
| Rovníková Guinea               | 2 – 0  | Madagaskar | Nuevo Estadio de Malabo, Malabo diváci: 10 000 |
| Juvenal 23' (pen.) Randy 79'   | Report |            | Nuevo Estadio de Malabo, Malabo diváci: 10 000 |

| 15. listopadu 2011 14:30 UTC+3 |        |                  |                                                          |
| Madagaskar                     | 2 – 1  | Rovníková Guinea | Mahamasina Municipal Stadium, Antananarivo diváci: 5 000 |
| Yvan 70' Ramanamahefa 90+3'    | Report | 26' Douala       | Mahamasina Municipal Stadium, Antananarivo diváci: 5 000 |

 Rovníková Guinea zvítězila celkovým skóre 3:2 a postoupila do první fáze.
| 12. listopadu 2011 15:45 UTC+3 |        |         |                                                                        |
| Somálsko                       | 0 – 0  | Etiopie | Stade National Gouled, Džibuti (Džibutsko - neutr. půda) diváci: 3 000 |
|                                | Report |         | Stade National Gouled, Džibuti (Džibutsko - neutr. půda) diváci: 3 000 |

| 16. listopadu 2011 16:00 UTC+3              |        |          |                                                 |
| Etiopie                                     | 5 – 0  | Somálsko | Addis Ababa Stadium, Addis Abeba diváci: 22 000 |
| Oukri 5' S. Bekele 62', 65' Kebede 87', 90' | Report |          | Addis Ababa Stadium, Addis Abeba diváci: 22 000 |

 Etiopie zvítězila celkovým skóre 5:0 a postoupila do první fáze.
| 11. listopadu 2011 20:00 UTC+2 |        |         |                                                |
| Lesotho                        | 1 – 0  | Burundi | Setsoto National Stadium, Maseru diváci: 5 000 |
| Ramabele 81'                   | Report |         | Setsoto National Stadium, Maseru diváci: 5 000 |

| 15. listopadu 2011 14:30 UTC+2  |        |              |                                                         |
| Burundi                         | 2 – 1  | Lesotho      | Prince Louis Rwagasore Stadium, Bujumbura diváci: 7 200 |
| Amissi 29' Ndikumana 88' (pen.) | Report | Mothoana 23' | Prince Louis Rwagasore Stadium, Bujumbura diváci: 7 200 |

Celkové skóre dvojzápasu bylo 2:2,  Lesotho postoupilo do první fáze díky více vstřeleným brankám na hřišti soupeře.
| 11. listopadu 2011 15:30 UTC+3 |        |                |                                      |
| Eritrea                        | 1 – 1  | Rwanda         | Cicero Stadium, Asmara diváci: 6 000 |
| Tekle 35'                      | Report | Uzamukunda 52' | Cicero Stadium, Asmara diváci: 6 000 |

| 15. listopadu 2011 15:30 UTC+2    |        |            |                                      |
| Rwanda                            | 3 – 1  | Eritrea    | Stade Amahoro, Kigali diváci: 10 000 |
| Karekezi 4' Iranzi 71' Bokota 78' | Report | Tedros 90' | Stade Amahoro, Kigali diváci: 10 000 |

 Rwanda zvítězila celkovým skóre 4:2 a postoupila do první fáze.
| 11. listopadu 2011 16:00 UTC+2 |        |                                     |                                                |
| Svazijsko                      | 1 – 3  | DR Kongo                            | Somhlolo National Stadium, Lobamba diváci: 785 |
| Shongwe 65'                    | Report | Kaluyituka 18' Mputu 24' Bokese 73' | Somhlolo National Stadium, Lobamba diváci: 785 |

| 15. listopadu 2011 15:30 UTC+1           |        |             |                                            |
| DR Kongo                                 | 5 – 1  | Svazijsko   | Stade des Martyrs, Kinshasa diváci: 24 000 |
| Mputu 7' 49' Kaluyituka 46' 61' Diba 65' | Report | Shongwe 63' | Stade des Martyrs, Kinshasa diváci: 24 000 |

 DR Kongo zvítězilo celkovým skóre 8:2 a postoupilo do první fáze.
| 11. listopadu 2011 15:00 UTC±0 |        |                                                                 |                                                      |
| Svatý Tomáš a Princův ostrov   | 0 – 5  | Konžská republika                                               | Estádio Nacional 12 de Julho, São Tomé diváci: 3 000 |
|                                | Report | Missilou 3' Douniama 8' Malonga 32' Oniangue 55' Tchilimbou 70' | Estádio Nacional 12 de Julho, São Tomé diváci: 3 000 |

| 15. listopadu 2011 15:30 UTC+1 |        |                              |                                              |
| Konžská republika              | 1 – 1  | Svatý Tomáš a Princův ostrov | Stade Municipal, Pointe-Noire diváci: 12 000 |
| N' Ganga 55'                   | Report | Gando 49'                    | Stade Municipal, Pointe-Noire diváci: 12 000 |

 Konžská republika zvítězila celkovým skóre 6:1 a postoupila do první fáze.
| 11. listopadu 2011 16:00 UTC+1 |        |                       |                                                                |
| Čad                            | 1 – 2  | Tanzanie              | Stade Omnisports Idriss Mahamat Ouya, N'Djamena diváci: 10 000 |
| Labo 12'                       | Report | Ngassa 11' Bakari 80' | Stade Omnisports Idriss Mahamat Ouya, N'Djamena diváci: 10 000 |

| 15. listopadu 2011 16:00 UTC+3 |        |          |                                                               |
| Tanzanie                       | 0 – 1  | Čad      | Benjamin Mkapa National Stadium, Dar es Salaam diváci: 42 700 |
|                                | Report | Labo 48' | Benjamin Mkapa National Stadium, Dar es Salaam diváci: 42 700 |

Celkové skóre dvojzápasu bylo 2:2. Do první fáze postoupila  Tanzanie díky více vstřeleným brankám na hřišti soupeře.